# Near-Earth Asteroid Scout
Il Near-Earth Asteroid Scout (NEA Scout) è stata una missione spaziale progettata con l'obiettivo di sviluppare un veicolo spaziale controllabile del tipo CubeSat a basso costo munito di vela solare e capace di incontrare asteroidi vicini alla Terra (NEA). Il NEA Scout è uno dei 10 CubeSat trasportati con la missione Orion EM-1 in un'orbita eliocentrica nello spazio cislunare sul primo volo dello Space Launch System (SLS) lanciato il 16 novembre 2022. L'obiettivo della missione era il corpo minore 2020 GE.
Al 18 novembre 2022, due giorni dopo il lancio, la comunicazione con il veicolo spaziale non era ancora stata stabilita. A seguito del mancato contatto La NASA ha inviato ordini di emergenza per dispiegare la vela solare. In caso di successo, la vela spiegata sarebbe stata visibile con i telescopi da terra, ma a dicembre 2022 non vi era alcuna indicazione che il dispiegamento fosse avvenuto e NEA Scout è stato considerato perduto.
Il Marshall Space Flight Center (MSFC) della NASA e il Jet Propulsion Laboratory (JPL) hanno sviluppato insieme questa missione con il supporto dei Goddard Space Flight Center, Lyndon B. Johnson Space Center, Langley Research Center e i quartieri generali della NASA.

## Obiettivo
L'obiettivo era quello di colmare le lacune di conoscenza su un asteroide vicino a terra (NEA), nella gamma di 1–100 m, identificato per l'esplorazione umana. I NEA nella gamma da 1 a 100 m sono scarsamente conosciuti per le sfide che derivano da rilevamento, osservazione e monitoraggio a lungo termine. Si è ipotizzato che gli oggetti nella gamma di dimensioni 1–100 m siano frammenti di oggetti più grandi. Tuttavia, è stato anche suggerito che questi oggetti potrebbero essere effettivamente macerie.
I ricercatori della missione sostengono che la caratterizzazione di NEA più grandi di 20 m di diametro è di grande importanza per scoprire strategie di mitigazione per la difesa planetaria. Inoltre, la caratterizzazione dei target di NEA Scout supporterebbe una eventuale Asteroid Redirect Mission.

## Storia

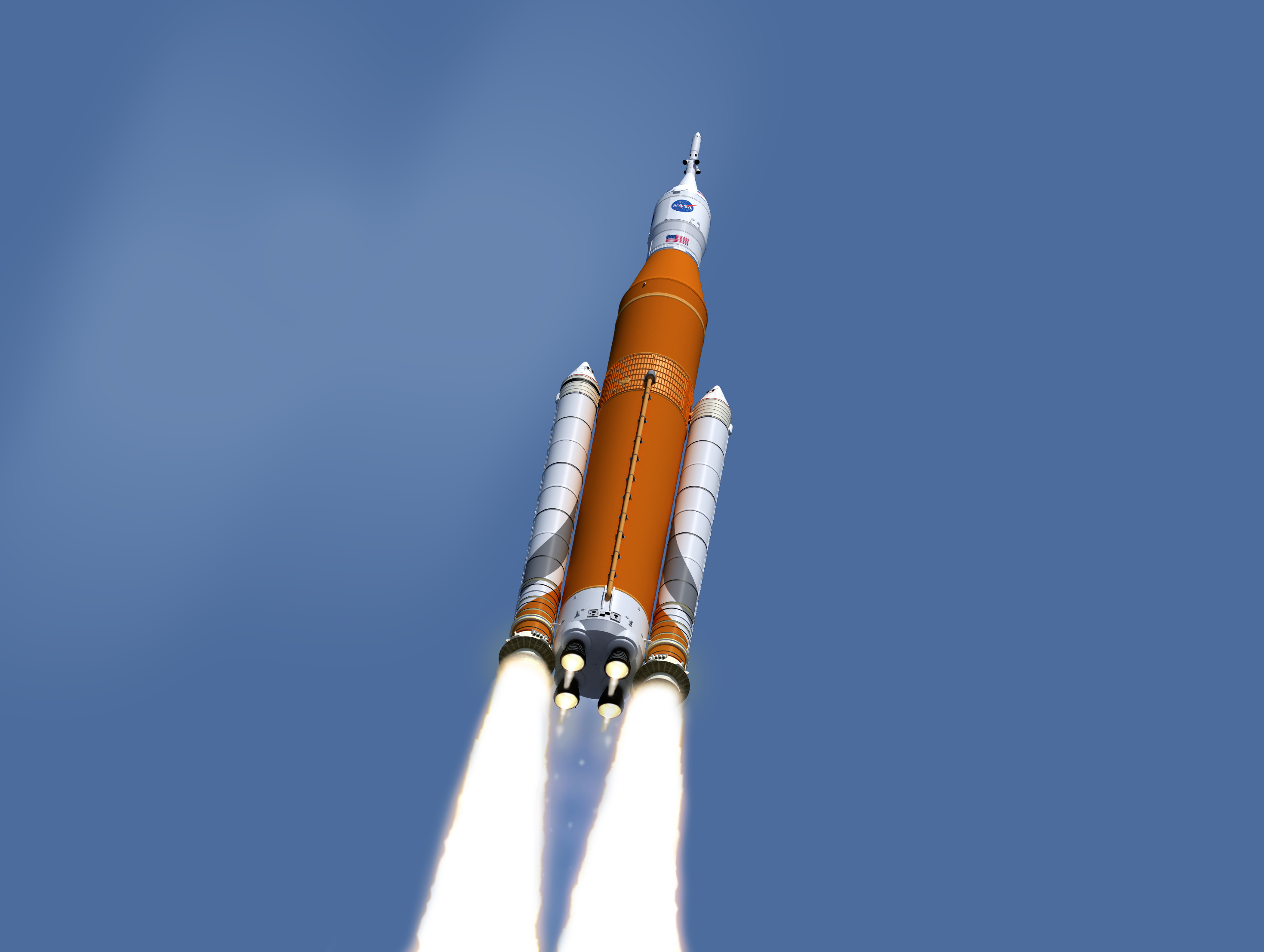
Rendering artistico di Exploration Mission 1, il volo che porterà il NEA Scout nello spazio, nel novembre 2021.

Inizialmente il target pianificato era il NEO 1991 VG. 1991 VG venne scoperto poco dopo il suo passaggio a sole 0,003 AU dalla Terra il 6 novembre 1991, per poi ritornare a 0,06 AU dalla Terra ad agosto 2017. Suscitò interesse a causa dell'incontro ravvicinato, prevedendo che un simile NEO non avrebbe avuto una stabilità a lungo termine. Successivamente è stato scelto 2020 GE come nuovo obiettivo della missione.

## Carico proposto
Le osservazioni sarebbero state eseguite usando un CubeSat che avrebbe eseguito un flyby a distanza ravvicinata (~10 km), equipaggiato con una fotocamera monocromatica ad alta risoluzione di grado scientifico per misurare le proprietà fisiche di un oggetto vicino alla Terra selezionato per l'esplorazione umana, in modo da ridurre i rischi per una missione con equipaggio. Le informazioni raccolte avrebbero riguardato parametri orbitali, proprietà fisiche globali, rapporto di rotazione, massa/densità, mappatura del campo di particelle e detriti in vicinanza del target, albedo e classe spettrale dell'asteroide, morfologia superficiale, proprietà della regolite e morfologia regionale e locale.

## Disegno
L'architettura del veicolo, presentata nel 2014, è basata su un CubeSat a 6 unità con una busta all'interno, leggermente più grande di 10 × 20 × 30 cm, e una massa di meno di 12 kg, un sistema propulsivo a gas freddo, con componenti commerciali facilmente reperibili. Una volta in orbita sarebbero stati estesi 4 bracci da 7 metri l'uno, dispiegando la vela solare da 83 m² costruita in poliammide alluminato. La durata della missione è di circa 2,5 anni.